# Ангел мира (Мюнхен)
«Ангел мира» (нем. Friedensengel) — бронзовая статуя в районе Богенхаузен, Мюнхен, работа художников Генриха Дюлля, Георга Пезольда и Макса Хайльмайера.
Ангел мира является частью парка Максимилиана (нем. Maximiliansanlagen) и центральной точкой с восточной части линии обзора, образующей Принцрегентенштрассе. Две лестницы ведут на смотровую площадку. Здесь расположена колонна высотой 38 метров в коринфском стиле, на вершине которой находится шестиметровая статуя Ангела мира. Эта золотая фигура является точной копией статуи греческой богини победы Ники скульптора Пеония. В правой руке она держит оливковую ветвь как символ мира, в левой руке — палладиум, стоящий на шаре.
Весь мемориал посвящён 25-й годовщине мирного соглашения после окончания франко-прусской войны 1870—1871 годов. На мемориале с его небольшим храмом изображены портреты немецких императоров Вильгельма I, Фридриха III, Вильгельма II, баварских правителей Людвига II, Отто и Луитпольда, канцлера Отто фон Бисмарка, а также генералов Хельмута фон Мольтке, Альбрехта фон Рона, Людвига фон дер Танна, Якоба фон Хартманн и Зигмунда фон Пранкха. В зале храма находятся золотые мозаики, которые изображают аллегории войны и мира, победы и благословения культуры.
Фундамент был заложен 10 мая 1896 года; открытие мемориала состоялось 16 июля 1899 года.
Из-за риска падения ангел был демонтирован в 1981 году. Демонтаж был проведен ненадлежащим образом, поэтому потребовалось обширное восстановление бронзовой фигуры. После восстановления статуя была вновь поставлена на колонну в 1983 году, одна нога и оба крыла были обновлены. По статическим причинам положение крыльев стало круче по сравнению с исходным состоянием. В 1999 году, к столетию мемориала, Ангел мира был снова отремонтирован и заново позолочен.